# 歐陽力
歐陽力，JP，香港公務員，現任特首政策組副組長。歐陽力1996年入讀香港大學工程學院，在1999年取得土木及結構工程學位後隨即加入香港政府政務職系，曾在財經事務及庫務局任職。他在2012年出任行政長官辦公室助理處長(傳媒)，期間多次陪同時任行政長官梁振英出訪內地和歐洲。他在2015年至2018年出任民政事務局首席助理秘書長，負責關愛基金相關事務，並曾在2017年11月到立法會財委會會議解釋關愛基金籌款情況。在2019年1月，他出任人力資源規劃及扶貧統籌處副處長，直至該處再2022年6月因政府架構重組而解散。其後，他返回民政及青年事務局副秘書長，執掌民政事務科。
2025年5月，他出任特首政策組副組長，接替升職的林淑儀。

## 榮譽

### 勳銜
- 官守太平紳士（J.P.）（2023年7月28日－）[7]